# LinuxEDU
LinuxEDU este un sistem de operare bazat pe Ubuntu pentru computerele personale, creat pentru a servi preponderent mediului educational. Bazat pe ultima versiune stabila a sistemului de operare Ubuntu, LinuxEDU este ușor de instalat și folosit, des actualizat și neîngrădit de restricții legale. 
Numele sistemului de operare este inspirat de cercetători români de prestigiu și este bazat pe sistemul de numerotatie al sistemului de operare Ubuntu. Cea mai recentă versiune este bazată pe sistemul de operare Ubuntu 14.10 si poarta numele George Emil Palade

## Scurt istoric
LinuxEDU a fost lansat prima data la finalul anului 2015 si la versiunea initiala a avut cateva aplicatii specializate pentru matematica, chimie si fizica, aplicatii exclusive de software liber.

## Caracteristici

### Ușurința în folosire
LinuxEDU folosește ca si Ubuntu mediul de lucru Unity, al cărui scop este să ofere o interfață gratuită, simplă și intuitivă, dar în același timp și o pleiadă de aplicații și programe moderne. Suita de birou Libre Office, navigatorul web Mozilla Firefox și editorul grafic Gimp sunt câteva din programele distribuite implicit.
După instalarea sistemului de operare, utilizatorul este întâmpinat de un spațiu de lucru fără pictograme, în care culorile portocaliu și maro sunt predominante. Programele de uz general sunt instalate în meniul „Aplicații”. Locațiile importante și cele mai des frecventate sunt grupate în meniul „Places”. Modificarea parametrilor de funcționare se poate face cu ușurință din meniul „System”. Ferestrele deschise pot fi vizualizate în bara din josul ecranului.
LinuxEDU ca si Ubuntu este localizat în peste 40 de limbi, inclusiv limba română. Utilizatorii se pot folosi de unealta de traducere Rosetta pentru a contribui corecturi și/sau traduceri noi.
Din dorința de a-l face mai ușor de folosit, dezvoltatorii au pus accent pe folosirea comenzii sudo. Această comandă permite utilizatorilor să îndeplinească sarcini administrative fără a iniția o sesiune cu drepturi administrative.

### Metode de distribuție
LinuxEDU poate fi descărcat ca imagine ISO și încape cu ușurință pe un CD. 
Începând cu versiunea 1.1, CD-ul de instalare LinuxEDU poate fi folosit și ca LiveCD. În acest fel, utilizatorul poate experimenta cu programele disponibile și verifica compatibilitatea sistemului de operare cu hardwareul existent fără a porni procesul de instalare. Există și un CD alternativ, pentru cei ce întâmpină probleme la instalarea de pe LiveCD, au un sistem slab performant sau pur și simplu doresc o instalare avansată folosind programul debian-installer.

### Ușurința în instalare
LinuxEDU ca si Ubuntu poate fi instalat folosind un LiveCD. Utilizatorul trebuie să pornească computerul folosind acest LiveCD și nu discul dur. Urmează procesul de instalare, în care utilizatorul este ghidat de un program special. Informații amănunțite despre procesul de instalare se pot găsi pe situl oficial.
După instalare, LinuxEDU oferă o opțiune de actualizare automată. Cu permisiunea utilizatorului, sistemul de operare găsește, descarcă, instalează și configurează actualizările existente în mod automat.

### Comunitate
LinuxEDU este parte a comunitatii Ubuntu atat locala cat si internationala..
Există un număr de forumuri oficiale unde discuția despre sistemul de operare este încurajată. Canonical găzduiește liste de discuții prin poșta electronică pentru dezvoltatori, liste ce sunt în același timp deschise publicului larg. Utilizatorii se pot informa din weblogul comunității cu privire la ultimele desfășurări de evenimente.

## Versiuni
Fiecare versiune LinuxEDU este identificată printr-un număr și un nume de cod care poarta numele unui om de stiinta roman cunoscut. 

### Lista versiunilor
| Versiune LinuxEDU  | Data lansării     | Nume de cod    | Versiune Kernel  | Suportat până la | Comentarii                                                                                         |
| ------------------ | ----------------- | -------------- | ---------------- | ---------------- | -------------------------------------------------------------------------------------------------- |
| 1.0 Emil Palade    | 11 noiembrie 2015 | Emil Palade    | 3.11, 3.13, 3.16 | ianuarie 2020    | include o serie de aplicatii educationale larg intalnite si utile mediului de educatie din Romania |
| 2.0 Traian Lalescu | 22 ianuarie 2017  | Traian Lalescu | -                | ianuarie 2021    | |

| Legendă:                      | Legendă:                                        | Legendă:               | Legendă:          | Legendă:                              | Legendă:             |
| ----------------------------- | ----------------------------------------------- | ---------------------- | ----------------- | ------------------------------------- | -------------------- |
| nu se mai oferă suport tehnic | se mai oferă suport doar pentru varianta Server | se oferă suport tehnic | versiunea curentă | versiune în dezvoltare (alpha & beta) | versiune planificată |

### Cerințe de sistem
Cea mai recentă versiune necesită un minimum de 256 MO RAM și cel puțin 3 GO spațiu liber pe hard disc pentru o instalare standard. 

## Versiuni derivate și variante
Diversele derivate și variante Ubuntu se impart în două mari categorii:
- Variante dezvoltate de și în interiorul comunității Ubuntu. Reprezintă analogul distribuțiilor personalizate din jurul proiectului Debian.
- Derivate create de terți din afara comunității Ubuntu.

### Suport tehnic
LinuxEDU beneficiază atât de suport tehnic specializat, furnizat contra cost, cât și de suport gratuit, oferit de către comunitate prin mai multe căi: forumuri web, camere de discuții IRC, documentație oficială, wiki.